# Jonas Renkse
Jonas Petter Renkse (ur. 19 maja 1975 w Hägersten) – szwedzki muzyk, kompozytor, wokalista i multiinstrumentalista. Znany jest przede wszystkim z wieloletnich występów w grupie muzycznej Katatonia. We wczesnych latach swojej kariery w zespole używał pseudonimów Lord Seth i Lord J. Renkse.
Renkse był członkiem October Tide i brał udział w tworzeniu dwóch albumów tego zespołu: Rain Without End (1997) oraz Grey Dawn (1999). Jest obecnie również basistą zespołu deathmetalowego Bloodbath. W 2013 wraz z Bruce’em Soordem z zespołu The Pineapple Thief wspóltworzył album Wisdom of Crowds. Jako wokalista brał również gościnny udział w nagraniach utworów na albumach artystów takich jak: Ayreon (01011001), Pantheon I(Worlds I Create), Swallow the Sun (Hope), Switchblade (Switchblade)

## Dyskografia
Katatonia
- Dance of December Souls (1993)
- Brave Murder Day (1996)
- Discouraged Ones (1998)
- Tonight’s Decision (1999)
- Last Fair Deal Gone Down (2001)
- Viva Emptiness (2003)
- The Great Cold Distance (2006)
- Night Is the New Day (2009)
- Dead End Kings (2012)

October Tide
- Rain Without End (1997)
- Grey Dawn (1999)

Bloodbath
- Resurrection Through Carnage (2002)
- Nightmares Made Flesh (2004)
- The Fathomless Mastery (2008)

Bruce Soord with Jonas Renkse
- Wisdom of Crowds (2013)